# درون (رود)
رودخانه درُون (به انگلیسی: Dronne) رودخانهای است که در فرانسه جریان دارد.